# Volac

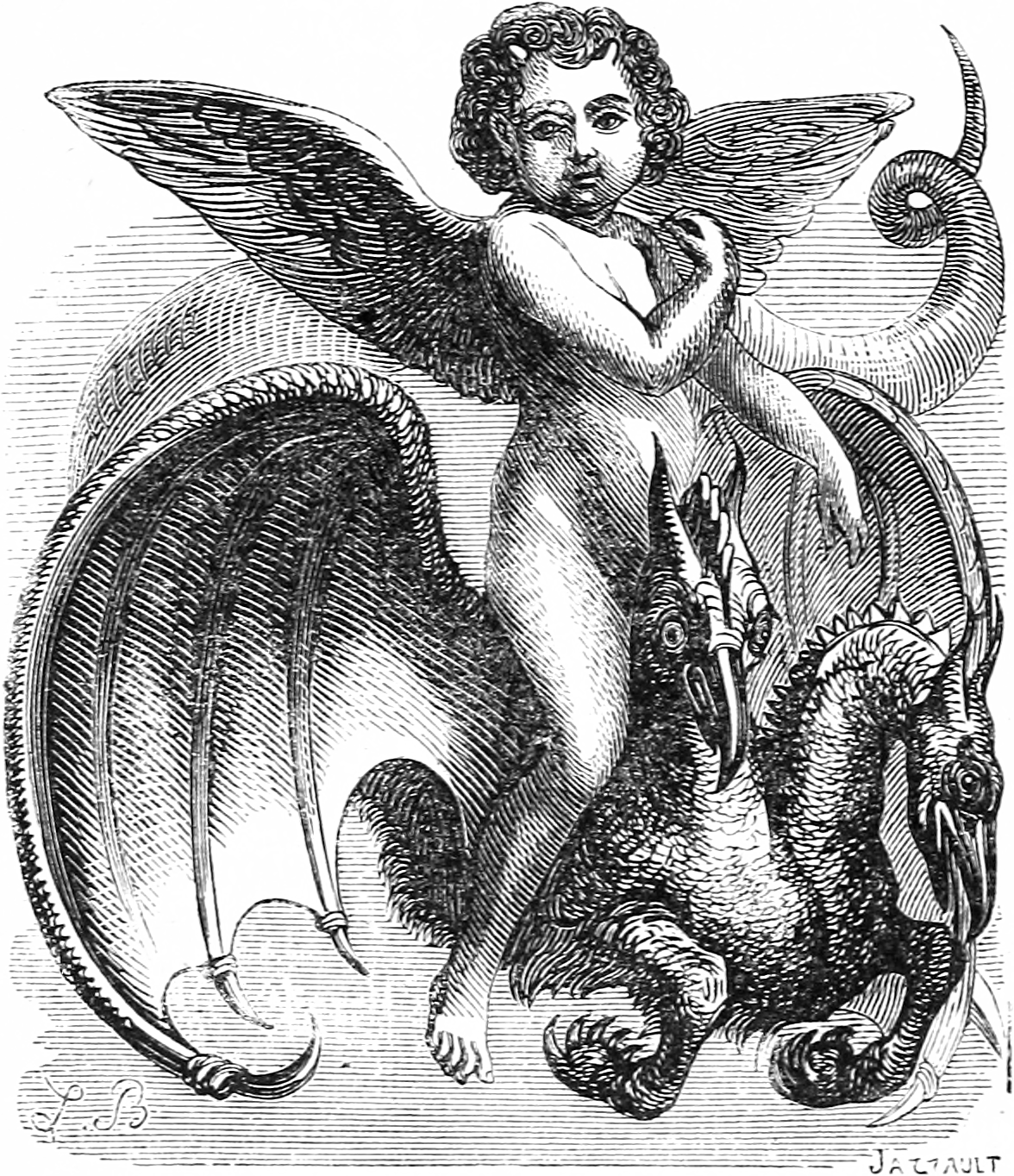
Illustration du démon Volac dans le Dictionnaire Infernal de Collin de Plancy (6^{e} édition, 1863)

Volac, Valac, Valu, Valak ou Ualac est un démon issu des croyances de la goétie, science occulte de l'invocation d'entités démoniaques. 
Le Lemegeton le mentionne en 62e position de sa liste de démons. Affublé du titre de roi des démons, Volac est représenté dans cet ouvrage comme un démon enfantin portant des ailes semblables à celles d'un ange. Mi ange mi démon, il chevauche un dragon à deux têtes. Il possède le pouvoir de provoquer la luxure. On dit de lui qu'il est responsable des divorces et des relations scandaleuses. Il possède un étrange lien avec les serpents, symbole pour certains de la libido. Il commande 38 légions infernales.
La Pseudomonarchia Daemonum le mentionne en 50e position de sa liste de démons et lui attribue des caractéristiques similaires. 

## Dans la culture populaire

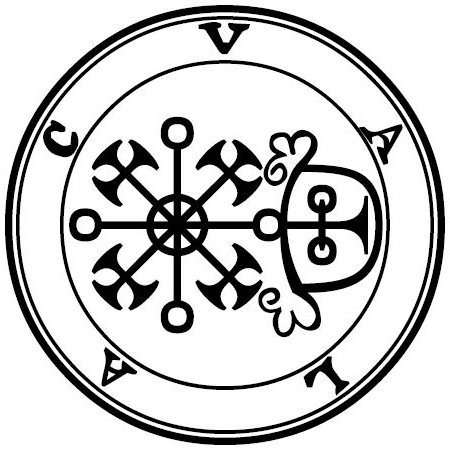
Le sceau de Valac selon Mathers.

- Volac a inspiré le personnage de Clara Valac dans le manga Welcome to Demon School! Iruma-kun
- Valak apparaît et prend forme d'une nonne dans le film Conjuring 2 : Le Cas Enfield ainsi que dans son spin-off, La Nonne, et la suite de ce dernier, La Nonne : La Malédiction de Sainte-Lucie.